# 池田恒元
池田 恒元（いけだ つねもと）は、江戸時代前期の大名。備前国児島藩主、のち播磨国山崎藩の初代藩主。恒元系池田家初代。

## 略歴
播磨姫路藩主・池田利隆の次男として誕生した。
慶安元年（1648年）、2万石を与えられて児島藩を立藩したが、慶安2年（1649年）から山崎藩主となる。
翌年から検地や治水工事、山林の保護、交通路の整備、村落制度の制定などを行なって藩政の確立に尽力した。承応元年（1652年）から城下町で火事が起こり、さらに疫病が流行するなどしたが、このときも万全の対応を行って領民を救う手腕を見せた、兄に劣らぬ名君であった。
寛文11年（1671年）9月4日、61歳で死去し、跡を長男の政周が継いだ。

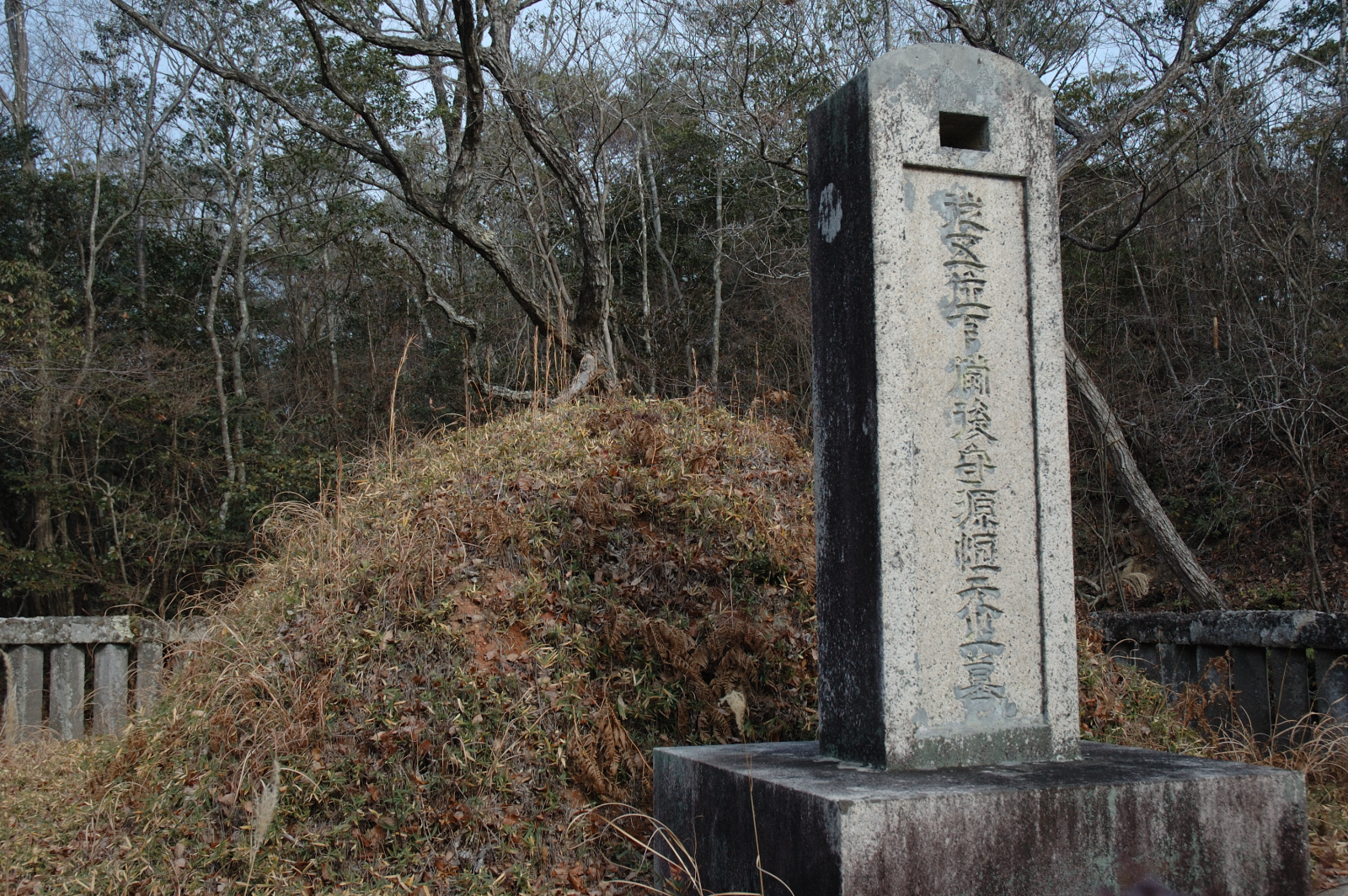
和意谷池田家墓所六のお山の恒元の墓

## 系譜
- 父：池田利隆（1584年 - 1616年）
- 母：福正院（? - 1672年） - 鶴姫、徳川秀忠の養女、榊原康政の次女
- 正室：玉子 - 松平定勝の娘
- 室：上田氏
  - 長男：池田政周（1656年 - 1677年）
- 生母不明の子女
  - 女子：板倉重良正室
  - 女子：蕃子 - 池田重教正室
  - 女子：竹中重長正室 - のち池田政弘室